# 솔드 아웃 (영화)
《솔드 아웃》(영어: Jingle All the Way)은 1996년 개봉한 미국의 크리스마스 가족 코미디 영화이다.

## 출연진
- 아널드 슈워제네거 - 하워드 랭스턴 역
- 신배드 - 마이런 래러비 역
- 필 하트먼 - 테드 마틴 역
- 리타 윌슨 - 리즈 랭스턴 역
- 제이크 로이드 - 제이미 랭스턴 역
- 로버트 콘래드 - 알렉산더 허멀 경관 역
- 마틴 멀 - KQRS-FM 디제이 미스터 포니테일 맨 역
- 제임스 벌루시 - 쇼핑몰 산타 역
- 러레인 뉴먼
- 하비 코먼
- 리처드 몰
- 커티스 암스트롱
- 대니 우드번
- 빅 쇼
- 필 모리스
- 에이미 피츠
- 크리스 파넬
- 번 트로이어

## 우리말 녹음
SBS 성우진 (1998년 12월 26일)
- 이정구 - 하워드(아널드 슈워제네거)
- 이호인 - 마이런(신배드)
- 남궁윤 - 테드(필 하트먼)
- 기경옥 - 리즈(리타 윌슨)
- 탁원제 - 허멀 경관(로버트 콘래드)
- 손정아 - 제이미(제이크 로이드)
- 유해무 - 산타(제임스 벌루시)
- 안정현
- 김익태
- 박영화
- 성창수
- 김정주
- 서광재
- 조유연

## 같이 보기
- 크리스마스 영화 목록